# Hıdırköy, İpsala
Hıdırköy là một xã thuộc huyện İpsala, tỉnh Edirne, Thổ Nhĩ Kỳ. Dân số thời điểm năm 2011 là 276 người.